# Omar Camporese
Omar Camporese, né le 8 mai 1968 à Bologne, est un ancien joueur de tennis professionnel italien.

## Palmarès

### Titres en simple (2)
| No | Date       | Nom et lieu du tournoi                      | Catégorie    | Dotation  | Surface         | Finaliste        | Score           |  |
| -- | ---------- | ------------------------------------------- | ------------ | --------- | --------------- | ---------------- | --------------- |  |
| 1  | 25-02-1991 | ABN AMRO World Tennis Tournament, Rotterdam | World Series | 450 000 $ | Moquette (int.) | Ivan Lendl       | 3-6, 7-64, 7-64 |  |
| 2  | 03-02-1992 | Muratti Time Indoor, Milan                  | World Series | 565 000 $ | Moquette (int.) | Goran Ivanišević | 3-6, 6-3, 6-4   |  |

### Finale en simple (1)
| No | Date       | Nom et lieu du tournoi                        | Catégorie    | Dotation  | Surface      | Vainqueur              | Score    |  |
| -- | ---------- | --------------------------------------------- | ------------ | --------- | ------------ | ---------------------- | -------- |  |
| 1  | 20-08-1990 | Tournoi de tennis de Saint-Marin, Saint-Marin | World Series | 125 000 $ | Terre (ext.) | Guillermo Pérez Roldán | 6-3, 6-3 |  |

### Titres en double (5)
| No | Date       | Nom et lieu du tournoi                           | Catégorie              | Dotation    | Surface         | Partenaire          | Finalistes                  | Score         |  |
| -- | ---------- | ------------------------------------------------ | ---------------------- | ----------- | --------------- | ------------------- | --------------------------- | ------------- |  |
| 1  | 05-02-1990 | Stella Artois Italian Indoor Milan               | World Series           | 540 000 $   | Moquette (int.) | Diego Nargiso       | Tom Nijssen Udo Riglewski   | 6-4, 6-4      |  |
| 2  | 30-04-1990 | Torneo Villa de Madrid Madrid                    | World Series           | 279 000 $   | Terre (ext.)    | Juan Carlos Báguena | Andrés Gómez Javier Sánchez | 6-4, 3-6, 6-3 |  |
| 3  | 04-02-1991 | Muratti Time Indoor Milan                        | World Series           | 540 000 $   | Moquette (int.) | Goran Ivanišević    | Tom Nijssen Cyril Suk       | 6-4, 7-6      |  |
| 4  | 13-05-1991 | Italian Open Rome                                | Championship Series SW | 1 002 000 $ | Terre (ext.)    | Goran Ivanišević    | Luke Jensen Laurie Warder   | 6-2, 6-3      |  |
| 5  | 17-06-1991 | Direct Line Insurance Manchester Open Manchester | World Series           | 225 000 $   | Gazon (ext.)    | Goran Ivanišević    | Nick Brown Andrew Castle    | 6-4, 6-3      |  |

### Finales en double (4)
| No | Date       | Nom et lieu du tournoi  | Catégorie           | Dotation  | Surface      | Vainqueurs                  | Partenaire       | Score         |  |
| -- | ---------- | ----------------------- | ------------------- | --------- | ------------ | --------------------------- | ---------------- | ------------- |  |
| 1  | 02-10-1989 | Ebel Swiss Indoors Bâle |                     | 361 000 $ | Dur (int.)   | Udo Riglewski Michael Stich | Claudio Mezzadri | 6-3, 4-6, 6-0 |  |
| 2  | 02-04-1990 | Estoril Open Estoril    | World Series        | 225 000 $ | Terre (ext.) | Sergio Casal Emilio Sánchez | Paolo Canè       | 7-5, 4-6, 7-5 |  |
| 3  | 09-07-1990 | Suisse Open Gstaad      | World Series        | 275 000 $ | Terre (ext.) | Sergio Casal Emilio Sánchez | Javier Sánchez   | 6-3, 3-6, 7-5 |  |
| 4  | 15-07-1991 | MercedesCup Stuttgart   | Championship Series | 825 000 $ | Terre (ext.) | Wally Masur Emilio Sánchez  | Goran Ivanišević | 4-6, 6-3, 6-4 |  |

## Résultats en Grand Chelem

### En simple
| Année | Open d'Australie | Open d'Australie | Roland-Garros | Roland-Garros         | Wimbledon | Wimbledon         | US Open  | US Open            |
| ----- | ---------------- | ---------------- | ------------- | --------------------- | --------- | ----------------- | -------- | ------------------ |
| 1988  | 1er tour         | Danie Visser     | -             | -                     | -         | -                 | -        | -                  |
| 1989  | -                | -                | 3e tour       | Mats Wilander         | 2e tour   | Jason Stoltenberg | 1er tour | Olli Rahnasto      |
| 1990  | 1er tour         | Olivier Delaitre | 2e tour       | Diego Pérez           | -         | -                 | 1er tour | Goran Ivanišević   |
| 1991  | 3e tour          | Boris Becker     | 3e tour       | Christian Miniussi    | 3e tour   | Michael Stich     | 2e tour  | MaliVai Washington |
| 1992  | 1/8 de finale    | Ivan Lendl       | 1er tour      | Marcos Aurelio Gorriz | 1er tour  | Boris Becker      | 3e tour  | Carlos Costa       |
| 1993  | 1er tour         | Lars Koslowski   | 1er tour      | Thierry Champion      | -         | -                 | -        | -                  |
| 1994  | -                | -                | -             | -                     | 1er tour  | Chris Wilkinson   | -        | -                  |

### En double
| Année | Open d'Australie          | Open d'Australie              | Roland-Garros             | Roland-Garros                 | Wimbledon                 | Wimbledon                            | US Open                  | US Open                        |
| ----- | ------------------------- | ----------------------------- | ------------------------- | ----------------------------- | ------------------------- | ------------------------------------ | ------------------------ | ------------------------------ |
| 1988  | 2e tour Gianluca Pozzi    | David Lewis Ivo Werner        | 1er tour Diego Nargiso    | Mansour Bahrami Jérôme Potier | 1er tour Diego Nargiso    | Darren Cahill Slobodan Živojinović   | 2e tour Diego Nargiso    | Sergio Casal Emilio Sánchez    |
| 1989  | -                         | -                             | -                         | -                             | 2e tour Diego Nargiso     | Sammy Giammalva Jr Glenn Layendecker | 3e tour Javier Sánchez   | Ken Flach Robert Seguso        |
| 1990  | -                         | -                             | -                         | -                             | -                         | -                                    | 2e tour Javier Sánchez   | Royce Deppe Bret Garnett       |
| 1991  | 1er tour Javier Sánchez   | Jeff Brown Sven Salumaa       | -                         | -                             | -                         | -                                    | 2e tour Goran Ivanišević | John McEnroe Patrick McEnroe   |
| 1992  | 1er tour Goran Ivanišević | Todd Nelson Jason Stoltenberg | 1er tour Goran Ivanišević | David Adams Andreï Olhovskiy  | 1er tour Goran Ivanišević | Doug Eisenman Mark Knowles           | 2e tour Goran Ivanišević | Patrick Galbraith Danie Visser |
| 1993  | 3e tour Richard Krajicek  | Shelby Cannon Scott Melville  | -                         | -                             | -                         | -                                    | -                        | -                              |